# Безпритульні діти

«Безпритульні діти», малюнок 1925 р.

Безприту́льні ді́ти — соціальне явище цілковитого усунення неповнолітнього від сім'ї, пов'язане зі втратою місця проживання та занять. Є крайнім проявом ослаблення піклування від батьків або опікуна. Явище загрожує правильному формуванню особистості неповнолітніх та сприяє розвитку соціально негативних навичок. Безпритульність значно збільшується в періоди війни, голоду, революцій, агресивно проведених реформ, економічної кризи, стихійних або соціальних лих

## Загальна характеристика

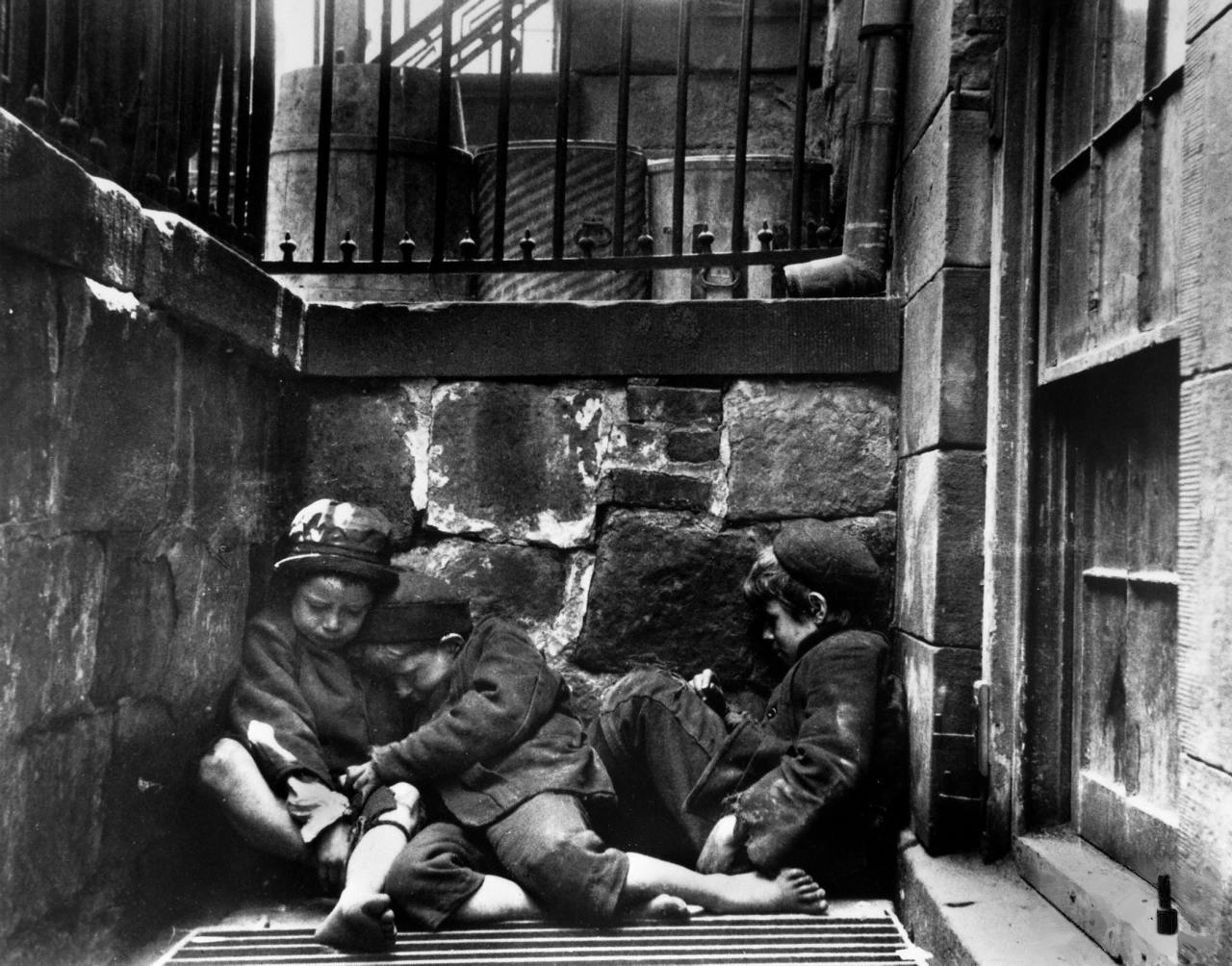
Безпритульні діти на Мілбері Стріт, вулиці в Нью-Йорку. Фото 1890 р.

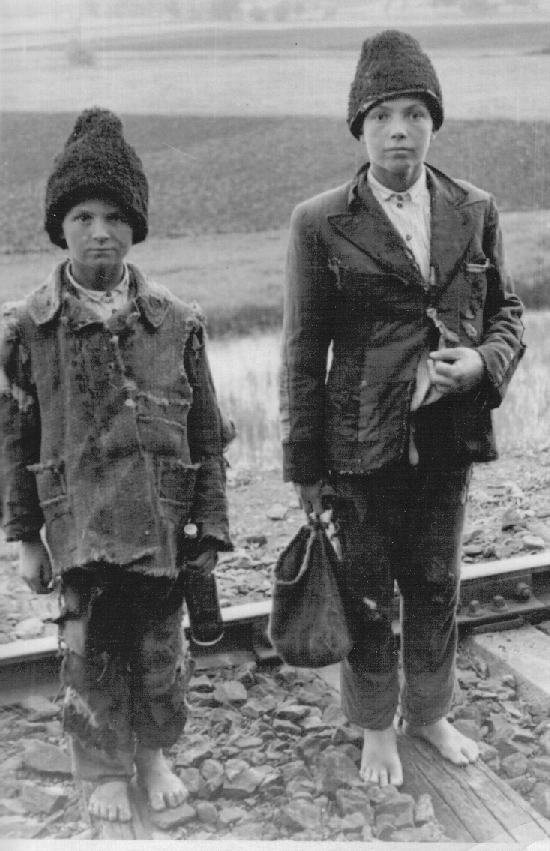
Безпритульні діти в СРСР, фото 1942 року.

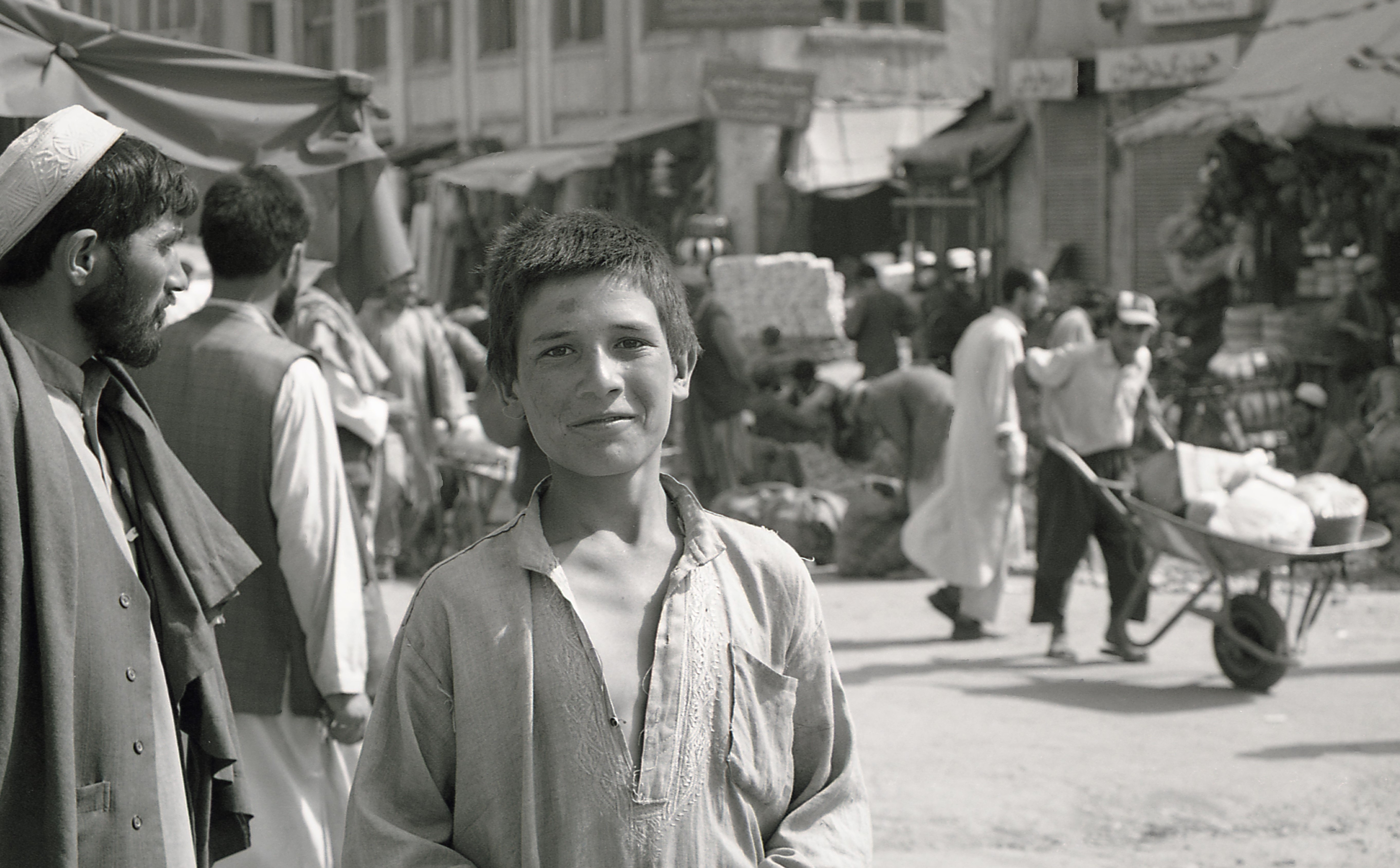
Безпритульний у Кабулі. Афганістан. 2003 рік.

В Україні погіршення стану відбулось через втрату навичок благодійності за часів СРСР, слабкість інститутів суспільства та відсутність нових позашкільних закладів на кшталт приватних таборів, дитячих пансіонатів, слабке відродження організацій пласту (Скаутські організації). Діти, що належать до найменш захищених верств населення, потерпають від жорстокого ставлення дорослих, бувають покинуті батьками чи родичами, самі залишили сім'ю або дитячі заклади, де вони виховувались, і не мають певного місця проживання, не мають економічної та психологічної підтримки.

## Психологія безпритульних дітей та підлітків
Довге перебування в стані безпритульності сприяє формуванню особливої психології у дітей чи підлітків вже через два місяці. Вони збиваються в стада, де панують інстинкти виживання, егоїзму і самозбереження, взаємопідтримки власної групи, вороже ставлення до груп конкурентів, недовіра до дорослих і владних закладів. Малим дітям легше отримати милостиню, їм частіше подають дорослі. Виникає небажання дорослішати і виробляти нові психологічні навички нового вікового періоду, брати на себе відповідальність. Входження в існуюче суспільство (соціалізація) безпритульних дітей та підлітків або запізнюється, або відсутнє. Стає неможливим розвиток інших здібностей, якщо вони не працюють на самозахист та виживання на вулиці. Перехід в стан дорослих сприймається як катастрофа незахищеності і власної непотрібності нікому, сприяє депресіям чи самогубству.

## Ризики
Перебування в непристосованих для життя умовах (дахи, покинуті домівки та руїни, тунелі, теплотраси) сприяють як втратам гігієнічних навичок, так і хворобам — шкіряним, паразитарним, інфекційним (черевний тиф, паратифи, шигельоз, туберкульоз), венеричним (гонорея, сифіліс), таким, як трихомоноз, ВІЛ-інфекція, вірусний гепатит В тощо.
Контингент безпритульних дітей та підлітків випадає з-під медичних оглядів, необхідних обстежень і щеплення від інфекційних хвороб.
Позбавлені шкільного навчання, вони відстають в розумово-освітньому розвитку. В роки кризи чи агрестивно проведених реформ безпритульні підлітки не можуть розраховувати на фінансово успішну кар'єру через брак освіти чи її повну відсутність.

## Історія
У Російській імперії не існувало державної системи піклування про безпритульників. Програма боротьби з безпритульними дітьми, накреслена царським урядом на Всеросійській нараді щодо догляду дитинства напередодні Першої світової війни, не виконувалася через брак коштів. Нечисленні державні дитячі будинки були створені лише для немовлят. Дітей старшого віку доглядали недержавні благодійницькі організації. Найбільшими серед них були Київське товариство землеробських колоній, Чернігівське товариство догляду, Харківське товариство денних притулків, Одеське товариство порятунку немовлят та інші. У їх віданні було 99 притулків, але вони не вважалися виховними й освітніми закладами. Працювали й денні заклади для безпритульних дітей (денні дитячі будинки, майданчики), які утримувалися на кошти держави і громадських організацій.
«При відкритих дитячих будинках створювались їдальні, лазні, пральні, бібліотеки і майстерні. Під терміном „відкриті дитячі будинки“ слід було розуміти тимчасові заклади, які влаштовувались поблизу залізничних вокзалів і міських ринків. Безпритульні діти мали вільний доступ у ці заклади в будь-який час дня і ночі. Їхнє перебування у цих закладах було тимчасовим. У них діти проходили санітарну обробку, їх годували. Хворих направляли на лікування; виявляли неповнолітніх злочинців для подальшої ізоляції у колоніях. Основна маса дітей після короткочасного перебування у відкритому дитячому будинку фактично поверталась на вулицю.» — О. В. Головко
Порушення суспільних зв'язків і економічна криза, що спричинилися війнами і революціями 1914–21 років, а пізніше Голодом 1921—1923, призвели до катастрофічного зростання безпритульників в Україні — 2 млн осіб.
Радянський уряд створив державну систему соціального захисту безпритульних дітей, яка передбачала їхнє виховання, освіту, професійну підготовку. Основний організаційною формою стали дитячі будинки (дошкільного й шкільного віку, для фізично неповноцінних і розумово відсталих дітей) і, зокрема, дитячі містечка як комплекси різнотипних закладів. Уже наприкінці 1922 в Україні діяло 1511 дитячих будинків, 33 трудові колонії, 14 трудових комун, 9 дитячих містечок, 22 будинки для підлітків, в яких виховувалося 170 тис. дітей.
Державна програма боротьби з безпритульними дітьми передбачала передачу дитячих закладів на утримання трудових колективів, а окремих безпритульників — на виховання у родини. Тільки в 1922 році в родинах знайшли притулок 35 тис. дітей.
Таким чином, в історії України 20 століття можна виділити декілька подій, що безпосередньо сприяли збільшенню кількості безпритульних дітей, а саме:
- Перша світова війна
- Голодомор 21-23 та 32-33 років
- Друга світова війна
- Неврожаї 1924 та 1928 років
- Загальне безробіття
- Політика розкуркулення

Протягом 1920–30-х рр. проблема безпритульних дітей в УСРР була практично вирішена.
Оскільки ця проблема набула виразно гострого характеру, що почала загрожувати розвалом суспільства через його наскрізну криміналізацію, УСРР розгорнула активну діяльність по вирішенню цього питання.
Якщо взяти до уваги вік підлітків, що потрапляли до дитячих будинків у 20-х роках 20 століття, можна зробити висновок що вони зробили вагомий внесок у перемогу під час Війни.
В 90х роках тема безпритульності знову була піднята з набуттям незалежності України. На початок 2006 р., за даними Міністерства в справах сім'ї, молоді та спорту, в Україні нараховувалося близько 150 тис. безпритульних дітей та підлітків.

### Стан в Україні
Нова хвиля безпритульних дітей і дорослих в Україні припала на 1990-ті роки і збіглась з розпадом СРСР та негуманно, агресивно для населення проведеними реформами по переходу від соціалізму більшовицького зразка до дикого капіталізму. Головними джерелами дитячої безпритульності стануть економічна криза, масове збіднення більшості без соціальних гарантій, безробіття, безгрошів'я, психопатії, поширення зневіри в уряд, в позитивні перспективи, стреси, зростання наркоманій, алкоголізація населення.
Експерти кажуть, що Україна на зламі 20-21 століть переживає, так звану «третю хвилю» дитячої безпритульності. Неофіційно безпритульних дітей — від мільйона до двох. (Всього в Україні 9 мільйонів дітей).
Дітей вулиці тут зараз майже стільки, як після громадянської та Німецько-радянської війни 1941—1945 рр. Але, якщо тоді це були переважно сироти, то у більшості теперішніх безпритульних батьки живі.
Виходити на вулицю діти починають у 6-7-річному віці. Живуть там від кількох місяців до кількох років.
Хоча дитина, яка так довго була на вулиці, досягаючи повноліття, часто помирає.
Більшість безпритульних підлітків хворі на туберкульоз, венеричні та нашкірні хвороби, у близько 10 % — СНІД. Ще одна причина смертей серед таких дітей — це відсутність віри у майбутнє.
«Коли вони досягають віку 17-18 років, їх охоплює справжній жах. Вони розуміють, що на вулицях їм більше не подають, вони розуміють, що їхнє здоров'я перетворилося на нуль, вони бачать, як поруч один за одним помирають їхні товариші. І у них виникає страх перед майбутнім», — каже Сергій Костін, директор одеського благодійного фонду «Дорога додому», який опікується безпритульними.
Він каже, що справді бездомних дітей на вулиці дуже мало. Переважно, це так звані діти-«бігунки», які мають дім, когось із батьків, чи родичів. Це діти із неблагополучних, бідних сімей, батьки яких п'ють або вживають наркотики. Кожну третю дитину на вулицю виганяють самі батьки.
Але тікають на вулицю не тільки діти бідняків і алкоголіків. Дедалі частіше там опиняються діти із заможних родин, каже начальник департаменту кримінальної міліції у справах неповнолітніх Михайло Цимбалюк.
Дітям в родинах приділяється надто мало уваги. Батьки заробляють гроші на життя, втрачаючи інтерес і до самого життя, і до власних дітей. Вчителі кажуть: «Вчимо настільки, наскільки нам платять». Практично зникла така інституція як позашкільне навчання і позашкільне контрольоване дозвілля. Припинили існування численні гуртки, дитячі колективи. Цей вакуум, на жаль, займає вулиця з напівкримінальними звичками. Дані міжнародних організацій свідчать, що в Україні батьки приділяють увагу своїй дитині, в середньому, 20-30 хвилин в день. І це є якраз одна із причин того, що діти втікають на вулицю", — говорить Михайло Цимбалюк.
Ще один чинник зростання дитячої безпритульності, особливо на Заході України, — це масові виїзди дорослих за кордон на заробітки. Загалом же найбільше безпритульних дітей із Закарпаття, на Донеччини та в Криму (за рахунок міграції сюди безпритульних).
Ці діти кочують по всій Україні. Взимку вони з'їжджаються до великих міст, влітку їдуть до моря. Вони завжди там, де багато людей, а отже і багато можливостей щось заробити і якось прохарчуватись.
Майже всі вуличні діти є жертвами злочинців, а пізніше і самі криміналізуються. Їх змушують жебракувати, красти, займатися проституцією та порнографією. Фахівці вважають, що масова дитяча бездоглядність за кілька років може призвести до демографічної катастрофи в Україні.

### Безпритульність в США
За даними Департаменту освіти США на кінець 2012 року в країні кількість безпритульних дітей і підлітків коливає біля одного (1 000 000) мільйона. За тими ж підрахунками, відсоток безпритульних був наполовину меншим ще п'ять років тому. Але в підрахунок потрапили лише діти і підлітки, що відвідують освітні заклади, тобто не всі. Більша частина офіційно зареєстрованих безпритульних мешкає в соціальних будинках, дешевих готелях, на станціях залізниці, при діючих церквах і релігійних громадах, благодійних сирітських притулках та лікарнях. Діти погано виховані, агресивні, потерпають від алкоголізму, наркотиків і насилля дорослих.

## Наслідки
У безпритульності тільки негативні наслідки: зростання дитячої злочинності та бандитизму, зростання алкоголізму та наркоманії, проституції, занепаду моралі, зростання інфекційної захворюваності та напруженості і негараздів в суспільстві. Зростає і зміцнюється кримінальний сектор економіки.

## У художній літературі України
- Степан Васильченко. Моцарт (Із життя дитячого будинку). Новела. 1925.
- Саєнко О. Безпритульні . Поема. 1925.
- Іван Микитенко. Вуркагани. Повість. 1927.
- Микола Мінько. Кокусники. Повість. 1931.
- Олесь Гончар. Бригантина. Повість. 1970-72.